# Panzerkampfwagen VII Löwe
Panzerkampfwagen VII Löwe (z niem. „lew”) – projekt czołgu superciężkiego stworzonego przez firmę Krupp na potrzeby Wehrmachtu.
Prace nad czołgiem zaczęły się w 1941 roku, gdy Krupp badał superciężkie sowieckie czołgi. Na początku planowano stworzyć wariant lżejszy i cięższy, ale po pewnym czasie Adolf Hitler zdecydował, że powstać ma tylko Schwerer Löwe.
Podczas prac nad Tiger II zaczęto projektować Löwe od nowa, gdyż miał on zastąpić Tygrysa II, jednak złożono zamówienie na cięższy czołg Panzerkampfwagen VIII Maus i projekt został ostatecznie anulowany.
Planowano dwa warianty Lwa:
- Leichter Löwe (Lekki Lew) – 76 ton, wieża z tyłu, pancerz przedni 100 mm, maksymalna prędkość 27 km/h. Projekt ten został anulowany przez Hitlera.
- Schwerer Löwe (Ciężki Lew) – 90 ton, wieża pośrodku, pancerz przedni 120 mm, maksymalna prędkość 23 km/h. Gąsienice o szerokości 900 lub 1000 mm. Po ponownym zaprojektowaniu pancerz przedni 140 mm, maksymalna prędkość 35 km/h.

|                 | Leichter Löwe   | Schwerer Löwe(na początku) | Schwerer Löwe (ostateczna wersja) |
| --------------- | --------------- | -------------------------- | --------------------------------- |
| Masa            | 76 ton          | 90 ton                     | 90 ton                            |
| Armata          | 105 mm KwK L/70 | 105 mm KwK L/70            | 88mm KwK L/71                     |
| Pancerz (przód) | 100 mm          | 120 mm                     | 140 mm                            |
| Prędkość        | 27 km/h         | 23 km/h                    | 35 km/h                           |

Żaden z czołgów nie został zbudowany, natomiast elementy Schwerer Löwe zostały wykorzystane w trakcie budowy „Tiger II”.